# Miłość ci wszystko wybaczy (piosenka)
Miłość ci wszystko wybaczy – piosenka powstała w 1933 roku, do której muzykę skomponował Henryk Wars, a słowa napisał Julian Tuwim (pod ps. „Oldlen”). Piosenka była przebojem w międzywojennej Polsce i pozostaje nim (w różnych wykonaniach) do dziś.
Utwór został napisany specjalnie na potrzeby filmu Szpieg w masce, cieszącego się rekordową frekwencją w kinach. Zaśpiewała go w nim Hanka Ordonówna i wkrótce piosenka stała się jej artystyczną wizytówką. W późniejszym czasie Ordonówna często przypominała piosenkę w teatrzyku Małe Qui Pro Quo (dzięki czemu popularność utworu nie słabła aż do 1939 roku).

## Wydania i wersje
Utwór w wykonaniach nagranych w kolejności chronologicznej przez: Adama Astona, Hankę Ordonównę, Chór Warsa, Tadeusza Faliszewskiego został wydany na płytach jednej z czołowych wówczas wytwórni, Syrena-Electro. Nakład wydawnictwa osiągnął kilkadziesiąt tysięcy egzemplarzy, a płyty z tym nagraniem tłoczono przez blisko sześć lat z uwagi na niezmienne zainteresowanie piosenką.
Dla konkurencyjnej wytwórni Odeon utwór wykonał bas Jerzy Czaplicki, którego poziom wykonania uważano wówczas za wysoki. Sam wykonawca po latach twierdził, że muzyka rozrywkowa nie interesowała go, a piosenkę nagrał z powodu problemów finansowych.
Debiutujący jako piosenkarz Albert Harris (jako Albert Liff) nagrał piosenkę dla wytwórni Lonora-Electro.
Dla wytwórni Columbia oraz Cristal-Electro utwór wykonał tenor Janusz Popławski. Na etykiecie płyty Cristal widnieje pod pseudonimem Jan Bolesta.
Po wojnie utwór wykonała również Marta Mirska dla wytwórni Muza oraz Józefina Pellegrini dla wytwórni Gwiazdy znad Wisły.
W 2005 roku wydany został album kompilacyjny Kayah The Best & The Rest, na którym znalazła się wersja utworu nagrana przez piosenkarkę i Gorana Bregovicia. W tym samym roku podczas festiwalu w Opolu zespół Blue Café wykonał „Miłość ci wszystko wybaczy”. Piosenkę nagrała także Hanna Banaszak i Marta Mirska. W 2012 roku Magda Piskorczyk nagrała własną wersję piosenki, która znalazła się na albumie Magda Piskorczyk MasterClass.
3 czerwca 2016, podczas LIII Krajowego Festiwalu Piosenki Polskiej w Opolu, piosenkę zaśpiewała Mela Koteluk.
Piosenkę podczas Koncertu dla Niepodległej 10 listopada 2018 na Stadionie Narodowym w Warszawie dla 37 tysięcznej publiczności wykonała Aleksandra Kurzak.

## Wykorzystanie utworu
- 1933: Szpieg w masce (reż. Mieczysław Krawicz) – w wykonaniu bohaterki granej przez Ordonkę
- 1981: Miłość ci wszystko wybaczy (reż. Janusz Rzeszewski) – śpiewana przez bohaterów: Hannę i Fryderyka – Dorota Stalińska, której głosu użyczyła Hanna Banaszak, i Piotr Fronczewski
- 1993: Lista Schindlera (reż. Steven Spielberg) – dzięki filmowi utwór stał się rozpoznawalny także wśród publiczności światowej
- 2011: Pokaż, kotku, co masz w środku (reż. Sławomir Kryński) – wersja w wykonaniu Ordonki[14]
- 2012: Od pełni do pełni (reż. Tomasz Szafrański) – wersja w wykonaniu Ordonki[14]